# Zavlekov
Zavlekov (deutsch Zamlekau) ist eine Gemeinde in Tschechien. Sie liegt sechs Kilometer südlich von Plánice und gehört zum Okres Klatovy.

## Geographie
Zavlekov befindet sich in der Blatenská pahorkatina (Bergland von Blatna). Das Dorf liegt am Fuße des Hügels Hrad über dem Tal eines kleinen Zuflusses zum Černíčský potok. Gegen Nordwesten liegt das Tal das Bradlava. Nördlich liegt der Teich Hnačovský rybník, im Südosten der Hnáň und der Valcha sowie im Nordwesten die Teiche Nový rybník (Zamlekauer Teich ) und Bradavský rybník. Im Norden erheben sich der Hrad (583 m) und die Kloudova hora (604 m), nordöstlich die Malá hora (604 m), im Osten die die Ostrá (585 m) und die Vlčí hora (588 m), südöstlich die Černava (563 m), im Süden der Hlubeč (565 m), der Hradec (612 m) und der Stráž (716 m), südwestlich die Malá Skalice (573 m), der Vidhošť (759 m), die Hůrka (599 m), die Brda (640 m) und die Křemešná (673 m), im Westen der Okrouhlík (671 m) und der Stražín (674 m) sowie nordwestlich der Pahorek (599 m), die Skalka (635 m) und die Křížovická hora (652 m). Durch Zavlekov verläuft die Straße I/22 zwischen Klatovy und Horažďovice.
Nachbarorte sind Hnačov und Plichtice im Norden, Přebořice und Velenovy im Nordosten, Zahrádka und Tužice im Osten, Bažantnice, Buzník, Letovy, Letovský Mlýn und Mladice im Südosten, Valcha, Ústaleč und Vlčince im Süden, Suchá, Ptákovna, Buršice, Smrčí und Vlčkovice im Südwesten, Brod, Lukoviště, Vlčnov und Číhaň im Westen sowie Zavlekovský Mlýn, Plánička, Nová Hospoda und Bradava im Nordwesten.

## Geschichte
Die erste urkundliche Erwähnung von Zavlekov erfolgte 1334 als Besitz des Dlouhomil von Welhartitz, der wahrscheinlich die mächtige Feste auf dem Felsen über dem Dorf erbauen ließ. Im Jahre 1374 überschrieb sein Sohn Bušek von Sawlekom auf Sawlekom seiner Frau Eliška die Dörfer Tužice, Zavlekov und Mladice, den Hof Mladice sowie verschiedene Kmetenhöfe als Morgengabe. Im Jahre 1404 verkaufte Bušeks Witwe das Gut an Johann von Hirschstein (Jan z Herštejna). Dessen Sohn Wilhelm wehrte sich 1455 gegen den mit dem Tod der Eliška von Zavlekov verhängten Heimfall und versuchte seine Güter Zawlekowic, Tužice, Přebořice und Buršice zu behalten. König Georg von Podiebrad beendete 1465 den Streit und sprach die Güter Wilhelm von Hirschstein (Vilém z Herštejna) zu, da dessen Vater sie öffentlich auf einem Markt erworben hatte. Jan Herštejnský von Welhartitz verkaufte die Güter um 1480 an Půta Švihovský von Riesenberg. 1504 erbte dessen Sohn Břetislav den Besitz, wahrscheinlich war die Feste schon zu dieser Zeit wegen ihrer Enge verlassen. In der Mitte des 16. Jahrhunderts zerfiel die Herrschaft Zavlekov. 1543 verkauften die Švihovský von Riesenberg das Gut Tužice an Peter Zmrzlík von Schweißing, der im Jahr darauf auch Ústaleč, Buršice und Mladice erwarb. Das Gut Zawlekom mit der wüsten Feste wurde 1544 an Johann Chanowsky von Langendorf verkauft. Dieser ließ mitten im Dorf eine neue Feste errichten. 1590 gehörte das Gut der Dorothea von Neschow, die im selben Jahre der Kirche eine Glocke stiftete. Im Jahre 1602 verkauften die Dlauhowesky von Wlcznow den Fischteich Hnáň an den Besitzer der Herrschaft Elischau, Friedrich Švihovský von Riesenberg. Wegen der Beteiligung am Ständeaufstand von 1618 wurden die Güter des Georg Chanowsky von Langendorf 1623 konfisziert. In der Taxationsurkunde von 1626 wird die neue Feste erstmals genannt. 1637 wurde das Gut Zavlekov durch die böhmische Kammer an Georgs Sohn Georg Nikolaus Chanowsky von Langendorf zurückgegeben. Dieser verkaufte das Gut Zavlekov mit der neuen Feste 1669 an Diviš Lev Žákavec von Žákava und Poleň. Von ihm erwarb 1689 Ludmila Veronika Doudlebská von Doudleby das Gut. Ihre Erben verkauften Zavlekov im Jahre 1707 an Adam Humprecht Fortunat Kotz von Dobrz. Die neue Feste fiel wahrscheinlich zum Ende des 17. Jahrhunderts wüst. In der ersten Hälfte des 18. Jahrhunderts folgten weitere Besitzerwechsel in rascher Folge. Im Jahre 1720 wurde der Ort eingedeutscht als Souflek bezeichnet. 1733 stiftete der Besitzer des Gutes, Ferdinand Bohuslaw Serins von Aychenau, der Kirche eine neue Glocke. 1739 erwarb Wenzel Maria Josef von Pötting und Persing das Gut Zavlekov und schloss es an seine Herrschaft Elischau an, die Feste wurde im Kaufvertrag nicht mehr erwähnt. Im Jahre 1769 kaufte Franz Xaver Graf Taaffe die Herrschaft Elischau. Der kinderlose Dragonerobrist überschrieb die Herrschaft 1797 seinem Neffen Rudolf Graf Taaffe. Diesem folgte sein Sohn Ludwig Graf Taaffe. Im Jahre 1808 wurde der Abschnitt Mochtín–Horažďowitz der Aerarstraße von Taus über Klattau nach Wittingau fertiggestellt.
Das Gut Zamlekau, eigentlich Zawlekow, eingedeutscht Sauflek genannt, umfasste im Jahre 1838 einzig das gleichnamige Dorf. Dieses bestand aus 50 Häusern mit 372 Einwohnern, darunter zwei israelitischen Familien. Unter dem Patronat der Obrigkeit standen die Lokalkirche zur hl. Dreifaltigkeit, das Lokalistenhaus und die Schule. Außerdem gab es im Ort ein Einkehrhaus. Abseits lagen die Mühle am Zamlekauer Teich (Zavlekovský Mlýn) sowie auf einem hohen Felsen die Trümmer der Burg Zawlekow und unterhalb davon die Chaluppe Podskalská. Zamlekau war Pfarrort für Austaletz (Ústaleč), Brod, Burschitz (Buršice), Klementimow (Mladice), Krutienetz (Krutěnice), Malá Planička (Plánička), Přebořitz (Přebořice), Tuschitz und Wlčnow (Vlčnov). Bis zur Mitte des 19. Jahrhunderts blieb Zamlekau zum Allodialgut Elischau samt Zamlekau untertänig.
Nach der Aufhebung der Patrimonialherrschaften bildete Zavlekov / Zamlekau ab 1850 mit den Ortsteilen Klementice / Klementinow und Tužice / Tuschitz eine Gemeinde  im Gerichtsbezirk Planitz. Ab 1854 wurde der Ort als Závlekom bezeichnet. 1855 erbte Karl Graf Taaffe den Großgrundbesitz, 1869 folgte dessen Bruder Eduard Graf Taaffe. Ab 1868 gehörte die Gemeinde zum Bezirk Klattau. Zum Ende des 19. Jahrhunderts wurde der tschechische Gemeindename zunächst in Zavlekom, später in Zamlekov abgeändert. 1895 erbte Heinrich Graf Taaffe das Gut. Tužice löste sich 1907 von Zamlekov los und bildete eine eigene Gemeinde. Im Jahre 1924 wurde Zavlekov zum amtlichen Ortsnamen und der Ortsteil Klementice in Mladice umbenannt. Eduard Karl Richard Taaffe, der 1928 die durch die Bodenreform stark reduzierten väterlichen Güter geerbt hatte, verkaufte sie 1936 wegen Überschuldung an den Prager Bankier František Müller. 1949 wurde Zavlekov dem neu gebildeten Okres Horažďovice zugeordnet, nach dessen Aufhebung kam die Gemeinde 1960 zum Okres Klatovy zurück.
1961 wurden Plichtice, Skránčice und Tužice eingemeindet. Am 26. November 1971 kam noch Vlčnov als Ortsteil hinzu. Tužice ist seit Beginn des Jahres 1994 wieder eigenständig.

## Gemeindegliederung
Die Gemeinde Zavlekov besteht aus den Ortsteilen Mladice (Mladitz, früher Klementinow), Plichtice (Plichtitz), Skránčice (Skrantschitz), Vlčnov (Wlcznow, 1939–45: Wölfen) und Zavlekov (Zamlekau). Zu Zavlekov gehören außerdem die Einschichten Bradava, Nová Hospoda, Suchá (volkstümlich Cvrnda genannt), Valcha und Zavlekovský Mlýn.
Das Gemeindegebiet gliedert sich in die Katastralbezirke Plichtice, Skránčice, Vlčnov u Zavlekova und Zavlekov.

## Sehenswürdigkeiten
- Kirche der Hl. Dreifaltigkeit in Zavlekov, anstelle der seit 1364 nachweislichen Kirche der Jungfrau Maria, die 1773 abgerissen wurde, ließ Franz Xaver Graf Taaffe 1773 die heutige Kirche erbauen.
- Feste Zavlekov, die im 14. Jahrhundert errichtete Feste lag seit 1544 wüst. Im Jahre 1856 ließen die Grafen Taaffe die Mauerreste zu einer romantischen Burgruine herrichten.
- Kornspeicher in Zavlekov, er entstand aus den Resten der neuen Feste
- Heimatmuseum

## Söhne und Töchter der Gemeinde
- Rudolf Mayer (1837–1865), tschechischer Dichter